# Конспед - Италијан Леатер (Бари)
Конспед - Италијан Леатер (итал. Consped - Italian Leather) је насеље у Италији у округу Бари, региону Апулија.
Према процени из 2011. у насељу је живело 6 становника. Насеље се налази на надморској висини од 84 м.